# أكفاي (عمالة مراكش)
أكفاي هي قرية وجماعة قروية تقع في عمالة مراكش بجهة مراكش آسفي، المغرب، وبلغ عدد سكانها 15.452 نسمة حسب الإحصاء العام للسكان والسكنى لسنة 2014.